# Mario Del Cittadino
Mario Del Cittadino (Livorno, 21 novembre 1907 – 23 giugno 1980) è stato un calciatore italiano, di ruolo attaccante.

## Caratteristiche tecniche
Giocò nel ruolo di ala destra.

## Carriera
Giocò in Serie A con il Livorno.

## Palmarès

### Club

#### Competizioni nazionali
- Prima Divisione: 1

Lucchese: 1933-1934